# Тита (Грузия)
Тита (груз. ტიტა) — село в Грузии, на территории Местийского муниципалитета края (мхаре) Самегрело-Верхняя Сванетия.

## География
Село находится в северо-западной части Грузии, на левом берегу реки Ненскры (правый приток Ингури), на расстоянии приблизительно 43 километров (по прямой) к западу от посёлка городского типа Местиа, административного центра муниципалитета. Абсолютная высота — 1101 метр над уровнем моря.

## Население
По результатам официальной переписи населения 2014 года в Тите проживало 11 человек (4 мужчины и 7 женщин). В национальной структуре населения грузины составляли 91 %.
| Год  | Население, человек |
| ---- | ------------------ |
| 2002 | 7                  |
| 2014 | ↘ 11               |